# Jarny - Mars-la-Tour
Jarny - Mars-la-Tour este o arie protejată (arie de protecție specială avifaunistică — SPA) din Franța întinsă pe o suprafață de 8.113 ha, integral pe uscat.

## Localizare
Centrul sitului Jarny - Mars-la-Tour este situat la coordonatele 49°06′23″N 5°51′39″E / 49.10639°N 5.86083°E.

## Înființare
Situl Jarny - Mars-la-Tour a fost declarat arie de protecție specială avifaunistică în baza directivei 79/409 din 1979 referitoare la conservarea păsărilor sălbatice pentru a proteja 35 de specii de animale.

## Biodiversitate
Situată în ecoregiunea continentală, aria protejată nu include niciun habitat protejat.
La baza desemnării sitului se află mai multe specii protejate de  păsări (35): fluierar de munte (Actitis hypoleucos), pescăruș albastru (Alcedo atthis), rață cârâitoare (Anas querquedula), fâsă-de-câmp (Anthus campestris), stârc cenușiu (Ardea cinerea), ciuf de câmp (Asio flammeus), rață-cu-cap-castaniu (Aythya ferina), rața moțată (Aythya fuligula), Charadrius morinellus, barză albă (Ciconia ciconia), barză neagră (Ciconia nigra), erete de stuf (Circus aeruginosus), erete vânăt (Circus cyaneus), erete cenușiu (Circus pygargus), lebădă de vară (Cygnus olor), ciocănitoarea de stejar (Dendrocopos medius), egretă albă (Egretta alba), lișiță (Fulica atra), becațină comună (Gallinago gallinago), cocor (Grus grus), sfrâncioc roșiatic (Lanius collurio), gușă albastră (Luscinia svecica), gaia neagră (Milvus migrans), gaia roșie (Milvus milvus), culic mare (Numenius arquata), vultur pescar (Pandion haliaetus), viespar (Pernis apivorus), cormoran mare (Phalacrocorax carbo), ciocănitoare verzuie (Picus canus), corcodel mare (Podiceps cristatus), cristei de baltă (Rallus aquaticus), corcodel mic (Tachybaptus ruficollis), fluierar de mlaștină (Tringa glareola), fluierarul de zăvoi (Tringa ochropus), nagâț (Vanellus vanellus).
Pe lângă speciile protejate, pe teritoriul sitului au mai fost identificate 30 de specii de păsări.